# Combretum longicollum
Combretum longicollum är en tvåhjärtbladig växtart som beskrevs av C.C.H. Jongkind. Combretum longicollum ingår i släktet Combretum och familjen Combretaceae. Inga underarter finns listade i Catalogue of Life.